# Árpád-Zsolt Mészáros
Dans le nom hongrois Mészáros Árpád-Zsolt, le nom de famille précède le prénom, mais cet article utilise l’ordre habituel en français Árpád-Zsolt Mészáros, où le prénom précède le nom.
Árpád-Zsolt Mészáros (né le 23 mars 1974) est un chanteur et acteur hongrois.

## Biographie
Enfant, Árpád-Zsolt Mészáros ne se prédestine ni au chant, ni à la comédie. Il s'oriente davantage vers une vocation sportive et est admis en formation professionnelle. Il y étudie en alternance durant trois ans.
Repéré par Erzsébet Gaál et Sándor Zsótér pour le Théâtre Móricz Zsigmond (Nyíregyháza), il décroche par hasard le rôle du révolutionnaire Danton dans une pièce. Dès lors, il poursuivra sur cette voie et suit une formation théâtrale orchestrée par Zoltán Megyeri et Frigyes Bárány où il se forme à la comédie. Toujours actif dans les productions théâtrales, il reçoit le surnom du Kid.
En 1993, le nouveau directeur du théâtre Móricz Zsigmond, István Verebes, le congédie pour désaccord artistique. Le jeu du jeune acteur lui déplaît. Mészáros persuade Verebes de le laisser intégrer sa toute nouvelle école - c'est le début d'une collaboration fructueuse, Verebes devenant par la suite son mentor. Au théâtre de Nyíregyháza, Mészáros apparaît dans les productions de metteurs en scène confirmés comme András Schlanger, Péter Telihay et János Mohácsi.
En 1997, il fonde avec ses collègues NapFolt Produkció. Dans ce cadre se monte son premier grand succès, La Petite Boutique des horreurs.
Lors de l'une des représentations, Mészáros s'effondre. Les médecins découvrent une tumeur maligne sur son rein gauche. S'ensuivront trois ans de rémission. Durant cette période, il découvre Zoltán Miller à la télévision, et sous son influence, décide d'apprendre le chant. Il prend des cours auprès des figures émérites Mária Toldy, Anikó Nagy et Zsuzsa G. Simon.
Il obtient en 2000 un diplôme de comédien à l'Université des Arts et du Ministère de la Culture.
De plus en plus attiré par les rôles musicaux, il se produit au Théâtre National Csokonai de Debrecen et au Théâtre Petőfi à Veszprém.
Il reçoit en 2000 une invitation de Gábor Miklós Kerényi, directeur du Budapesti Operettszínház, pour jouer le rôle de Riff dans West Side Story. Tout comme Attila Dolhai, sa première prestation majeure sera le rôle titre de Mozart!. Pour cette performance, il remporte le prix Súgó Csiga en 2004. Trois ans plus tard, il décrochera le prix Acteur d'opérette de l'année, ex-æquo avec Tamas Földes.
En 2009, il est invité au concert caritatif de Gianni Morandi, à Budapest.
Pour le Concours Eurovision de la chanson (édition 2008), il participe aux sélections nationales en duo avec Zsuzsi Vágó. Ils se qualifient pour la finale avec le morceau Két szív. Ils sont éliminés à la 3ème place.
Depuis 2014, il est membre de la compagnie théâtrale Veres 1 Színház.

## Vie privée
Divorcé à deux reprises, il est père de quatre enfants : Levente Bendegúz, Rózsa, Merse et Árpád.
Mészáros Árpád Zsolt est actuellement marié avec la chanteuse Krisztina Piros.
Le parrain de sa fille est Csaba Vastag, le premier gagnant hongrois de The X Factor.

## Discographie

### Carrière solo
- 2005 : Te vagy a végzetem
- 2005 : MÁZS-szilánkok – maxi CD
- 2006 : MÁZS-képp énekelek
- 2007 : Musicalek MÁZS-képpen
- 2009 : Szédült világ – MAHASZ-lista 31

### Participation musicale
- 2006 : Mesemusicalek, musicalmesék – Ősi monda szól en duo avec Kata Janza
- 2007 : Csokiország - chanson thème Csokiország
- 2007 : Nemadmomfel: Soha nem adjuk fel
- 2008 : Csináljuk a fesztivált (CD + DVD) - chanson Rock Around The Clock
- 2008 : Bodnár Viviem: Magadat vállalni kell – Hét év után en trio avec Vivien Bodnár et Gergelly Koltay, A szeretet az egyetlen en duo avec Vivien Bodnár
- 2009 : Apa – morceau Fiam
- 2010 : Férfiak – Cashflow avec duo avec Zoltán Miller
- 2010 : Siménfalvy Ágota: Ébred valami a szívemben – Menyasszonytánc en duo avec Ágota Siménfalvy
- 2015 : Nemzeti Lovas Színház

### Participation aux comédies musicales
- 2004 – Rómeó és Júlia
  - Lehetsz király (Bereczki Zoltán, Mészáros Árpád Zsolt, Dolhai Attila).
  - Hahaha (Náray Erika, Mészáros Árpád Zsolt, Bereczki Zoltán).
  - Párbaj – Mercutio halála (Bereczki Zoltán, Szabó P. Szilveszter, Mészáros Árpád Zsolt, Dolhai Attila).
  - Hogy mondjam el? (Mészáros Árpád Zsolt).
  - Bűnösök (Janza Kata, Csengery Ottília, Náray Erika, Mészáros Árpád Zsolt, Csuha Lajos).
- 2005 – Mindhalálig musical
  - Szívből szeretni (Janza Kata, Szinetár Dóra, Siménfalvy Ágota, Bereczki Zoltán, Dolhai Attila, Mészáros Árpád Zsolt, Szabó P. Szilveszter).
  - Kisfiú (Mészáros Árpád Zsolt).
  - Árnyékdal (Mészáros Árpád Zsolt).
  - Szeret mind ki ismer (Siménfalvy Ágota, Mészáros Árpád Zsolt).
  - A holnap hídja (Janza Kata, Szinetár Dóra, Siménfalvy Ágota, Bereczki Zoltán, Dolhai Attila, Mészáros Árpád Zsolt, Szabó P. Szilveszter).
  - Lehetsz király (Remix, Bereczki Zoltán, Dolhai Attila, Mészáros Árpád Zsolt).
- 2006 - Rudolf maxi CD
  - Holnap hídja (Janza Kata, Polyák Lilla, Vágó Bernadett, Bereczki Zoltán, Dolhai Attila, Bereczki Zoltán, Mészáros Árpád Zsolt, Szabó P. Szilveszter).
- 2006 - Menyasszonytánc
  - Hová jutottunk? (Dézsy-Szíbó Gábor, Mészáros Árpád Zsolt).
  - Futni, menekülni – András dala (Mészáros Árpád Zsolt).
  - Rózsi és András duettje (Siménfalvy Ágota, Mészáros Árpád Zsolt).
- 2008 - Abigél
  - Két szív (Vágó Zsuzsi, Mészáros Árpád Zsolt).
  - Mondjon egy imát – Tercett (Vágó Zsuzsi, Mészáros Árpád Zsolt, Balikó Tamás).
- 2010 - Rebecca
  - Nem szól szám… (Mészáros Árpád Zsolt).
- 2010 - Musical legendák
  - Gyere Álmodj! (Vágó Zsuzsi, Vágó Bernadett, Peller Anna, Janza Kata, Szabó P. Szilveszter, Kerényi Miklós Máté, Mészáros Árpád Zsolt, Dolhai Attila).
  - Jekyll és Hyde: Eljött az óra (Mészáros Árpád Zsolt).
  - Godspell: Ha bármi bánt (Mészáros Árpád Zsolt, Kerényi Miklós Máté).

## Principaux rôles musicaux
- Mozart! : Wolfgang Mozart
- Helló! Igen?! : A katona
- Rómeó és Júlia : Benvolio puis le Frère Laurent
- A Szépség és a Szörnyeteg : Lefou
- Dr. Bőregér : Frosch
- Menyasszonytánc : András
- Rudolf : le Prince Rudolf
- Oltári srácok : Luke
- A víg özvegy : Nyegus
- Abigél : Kuncz Ferenc
- Rebecca : Jack Fawell
- István a király : Bese
- Maya : Gorilla, Bambo
- Pendragon legenda : Morvin
- Elisabeth : Luigi Lucheni
- Abigél : Vitay Tábornok
- Jekyll és Hyde : John Utterson
- Ghost : Carl Bruner

## Filmographie partielle
- 2002 : Szerelem utolsó vérig
- 2012 : Tutti i rumori del mare
- 2022 : Örök Hüség